# 鳥取下村
鳥取下村（とっとりしもそん）は、岡山県赤磐郡にあった村。現在の赤磐市の一部にあたる。

## 地理
砂川の中流左岸の平地から東方に続く丘陵地にかけて位置していた。
- 山岳：竜王山、細尾山[2]

## 歴史
- 1889年（明治22年）6月1日、町村制の施行により、赤坂郡南方村、斉富村、沼田村、中島村、日古木村、二井村が合併して村制施行し、鳥取下村が発足[1][2]。旧村名を継承した南方、斉富、沼田、中島、日古木、二井の6大字を編成[2]。
- 1900年（明治33年）4月1日、郡の統合により赤磐郡に所属[1][2]。
- 1902年（明治35年）4月1日、赤磐郡東高月村、鳥取中村と合併し高陽村を新設して廃止された[1][2]。合併後、高陽村大字南方・斉富・沼田・中島・日古木・二井となる[2]。

## 産業
- 農業、果樹[3]